# Mugago
Mugago är ett vattendrag i Burundi.   Det ligger i provinsen Makamba, i den södra delen av landet, 120 kilometer sydost om huvudstaden Bujumbura.
Omgivningarna runt Mugago är en mosaik av jordbruksmark och naturlig växtlighet. Runt Mugago är det ganska tätbefolkat, med 80 invånare per kvadratkilometer.